# バーミングハム (ミシガン州)
バーミングハム（英: Birmingham）は、アメリカ合衆国ミシガン州のオークランド郡にある都市。人口は2万1007人（2016年推計）。デトロイト都市圏に含まれる。
緑が多く、自然豊か。リスや鹿、スカンクが目撃される。

## 対外関係

### 姉妹都市・提携都市

#### 海外
- 栗東市（日本国 近畿地方 滋賀県）
  - 1976年 - 姉妹都市提携